# Polarizzazione (elettrochimica)
In elettrochimica, la polarizzazione è un fenomeno che diminuisce l'efficienza dei processi elettrochimici, rallentando il procedere delle reazioni di elettrodo e dando luogo a cadute di tensione; tali cadute sono dette "sovratensioni"; le sovratensioni comportano a loro volta generazione di calore a causa della loro natura dissipativa e rappresentano delle deviazioni dalle condizioni di equilibrio della cella elettrochimica.

## Classificazione
A seconda del meccanismo che innesca la polarizzazione, si parla di:
- polarizzazione di attivazione (o per trasferimento di carica): nel caso in cui lo stadio cineticamente determinante del processo elettrochimico sia rappresentato da una reazione di elettrodo (la quale avviene con trasferimento di carica);
- polarizzazione di concentrazione (o per trasferimento di massa o per diffusione): nel caso in cui si abbia un gradiente di concentrazione dei reagenti tra il bulk (la parte del solido abbastanza lontana dalle regioni del solido stesso in cui avvengono gli scambi di materia, quantità di moto e calore, da non percepirne gli effetti) dell'elettrolita e la parte di elettrolita in prossimità della superficie dell'elettrodo;
- polarizzazione per cristallizzazione: nel caso in cui parte della differenza di potenziale sia utilizzata per spostare gli atomi del metallo sulla superficie dell'elettrodo (secondo i passaggi indicati nel modello TLK);
- polarizzazione per reazione chimica: nel caso in cui lo stadio cineticamente determinante per il processo elettrochimico sia rappresentato dallo svolgimento di una reazione chimica (senza trasferimento di carica) che precede o segue la reazione di elettrodo (con trasferimento di carica);
- polarizzazione ohmica: nel caso in cui si abbia dissipazione per effetto Joule.

Quando la polarizzazione avviene in corrispondenza della superficie di un metallo, ne rallenta la corrosione. Un esempio in tal senso è rappresentato dal fenomeno della passivazione.

## Curva di polarizzazione

Curva di polarizzazione. Il punto (E_{2}, i_{2}) è posizionato sul ramo catodico, mentre il punto (E_{1}, i_{1}) è posizionato sul ramo anodico.

La curva di polarizzazione è una rappresentazione del comportamento cinetico di un sistema elettrochimico; si traccia in un piano cartesiano (a partire dall'equazione di Butler-Volmer o dalla legge di Tafel), dove l'ascissa corrisponde alla sovratensione (η) e l'ordinata corrisponde alla densità di corrente (i).
La curva di polarizzazione è divisa in due parti (o "rami"), ciascuna relativa ad una semireazione:
- il ramo catodico, posizionato nel 1° quadrante (per cui si ha η > 0 e i > 0)
- il ramo anodico, posizionato nel 3° quadrante (per cui si ha η < 0 e i < 0).

## Elettrodi idealmente non polarizzabili e idealmente polarizzabili
Un elettrodo è idealmente non polarizzabile se non va mai incontro a polarizzazione, per cui presenta un potenziale di elettrodo sempre uguale a prescindere dal valore di intensità di corrente che lo attraversa. La curva di polarizzazione di un elettrodo idealmente non polarizzabile è rappresentata da una retta verticale passante per l'origine.
Un elettrodo è invece idealmente polarizzabile se va sempre incontro a polarizzazione, per cui non è mai attraversato da corrente, a prescindere dalla differenza di potenziale ad esso imposta. La curva di polarizzazione di un elettrodo idealmente polarizzabile è rappresentata da una retta orizzontale passante per l'origine.
Nella pratica, gli elettrodi di riferimento si avvicinano alla condizione teorica di elettrodi idealmente non polarizzabili, in quanto assorbono una piccolissima quantità di corrente (dell'ordine del microampere o addirittura del nanoampere) quando sono inseriti in una cella elettrochimica, per cui il loro potenziale di elettrodo si mantiene pressoché costante. Ad esempio il potenziale di elettrodo dell'elettrodo standard a idrogeno (HSE) si mantiene sempre vicino a 0 V, mentre il potenziale di elettrodo dell'elettrodo a calomelano saturo (SCE) si mantiene sempre vicino a 0,2412 V.